# Geulumpang Umpung Unou
Geulumpang Umpung Unou is een bestuurslaag in het regentschap Aceh Utara van de provincie Atjeh, Indonesië. Geulumpang Umpung Unou telt 608 inwoners (volkstelling 2010).